# Fin août, début septembre
Pour plus de détails, voir Fiche technique et Distribution.
Fin août, début septembre est un film français réalisé par Olivier Assayas, sorti le 10 février 1999 en France.

## Synopsis
À Paris, Gabriel travaille dans le monde de l'édition et propose à son ami Adrien, un écrivain en panne d'inspiration, de réaliser un reportage sur sa vie pour une station régionale de France 3. Ensemble, ils partent pour Mulhouse sur les lieux de vie d'Adrien. Ce dernier se confie à Gabriel sur ses difficultés financières et sur sa carrière de romancier. Gabriel de son côté vit la fin de sa séparation de sa compagne Jenny, avec laquelle il a vécu de nombreuses années et qui continue d'éprouver des sentiments pour lui. Ils sont toujours confrontés à la vente difficile de leur appartement. Gabriel débute pour sa part une histoire intense avec une jeune femme, Anne, passionnée et instable.
Adrien se sait malade, mais décide de ne pas en parler, notamment à ses proches. Lorsqu'il est hospitalisé, seuls Jenny et Gabriel viennent lui rendre visite. À sa sortie et pour quelques mois, Adrien entre dans une période de rémission durant laquelle il s'installe dans la vallée de Chevreuse chez un couple d'amis, chercheurs au CEA. Il s'interroge sur son avenir et le sens de la relation qu'il a entrepris avec Véra, une très jeune fille de seize ans, lycéenne. Il meurt brusquement dans cette maison, laissant à ses amis la charge de veiller sur ses affaires personnelles et écrits non édités. Jérémie, un ami proche travaillant également dans l'édition, décide alors de publier le dernier livre d'Adrien, livre qui rencontrera un succès critique plus important que celui dont l'auteur avait fait l'objet de son vivant.
Gabriel et Jenny assument la fin de leur histoire, et finissent par vendre leur appartement. Il obtient pour la première fois un emploi stable dans une maison d'édition, mais doute toujours dans sa vie personnelle, de sa volonté de vivre avec Anne qui adopte parfois des attitudes et réactions étranges, voire déséquilibrées et violentes. Après une période de réflexion durant laquelle ils se tiennent à distance l'un de l'autre — Anne partant à Londres et Gabriel s'enfermant dans un travail de nègre pour un parlementaire souhaitant écrire une biographie —, ils décident de reprendre leur vie ensemble.

## Fiche technique
- Titre original : Fin août, début septembre
- Titre international : Late August, Early September
- Réalisation : Olivier Assayas
- Scénario : Olivier Assayas
- Photographie : Denis Lenoir
- Montage : Luc Barnier
- Musique : Ali Farka Touré (album The Source) et Elli Medeiros (Altar)
- Décors : François-Renaud Labarthe
- Costumes : Françoise Clavel
- Producteurs : Georges Benayoun et Philippe Carcassonne
- Sociétés de production : Dacia Films et Cinéa avec la participation de Studio Canal et du Centre national de la cinématographie
- Pays de production :  France
- Langue : français
- Format : couleurs - 1,85:1 - Dolby Digital - 35 mm
- Genre : comédie dramatique
- Durée : 112 minutes
- Dates de sortie[1] :
  - Canada : 14 septembre 1998 (Festival du film de Toronto)
  - États-Unis : 5 octobre 1998 (Festival du film de New York)
  - France : 10 février 1999
  - Belgique : 17 mars 1999

## Distribution
- Mathieu Amalric : Gabriel
- Virginie Ledoyen : Anne Rosenwahl
- François Cluzet : Adrien
- Jeanne Balibar : Jenny
- Alex Descas : Jérémie
- Arsinée Khanjian : Lucie
- Mia Hansen-Løve : Véra
- Nathalie Richard : Maryelle
- Éric Elmosnino : Thomas
- Olivier Cruveiller : Axel
- Jean-Baptiste Malartre : l'éditeur d'Adrien
- Jean-François Gallotte : le producteur du documentaire
- Joana Preiss : la secrétaire de Gabriel
- André Marcon : Hattou
- Catherine Mouchet : l'attachée parlementaire
- Élizabeth Mazev : la visiteuse de l'appartement
- Olivier Py : le visiteur de l'appartement
- Elli Medeiros : elle-même
- Jean-Baptiste Montagut : Joseph Costa
- Olivier Torres : Marc Jobert
- Fejria Deliba : l'amie de Lucie
- Bernard Nissille : Frédéric
- Beatrice De Roaldès : la femme du couple à la campagne
- Jean-Lou Taleghani : l'homme du couple à la campagne
- Elizabeth Marre : l'acheteuse de l'appartement
- Thierry Angelvi : l'acheteur de l'appartement
- Ozal Descas : la fille de Jérémie

## Projet et réalisation
Le scénario de travail du film a pour titre Les Regrets.

## Sorties et présentations festivalières
Avant de réaliser sa sortie généralisée dans les pays francophones d'Europe, Fin août, début septembre est présenté en compétition dans différents festivals internationaux à l'automne 1998 dont le Festival du film de Toronto au Canada, puis au Festival du film de New York aux États-Unis et au Festival international du film de Göteborg en Suède.
Le film fait sa sortie généralisée en France le 10 février 1999.

## Distinctions

### Récompenses
| Année | Cérémonie ou récompense                             | Prix                                      | Catégorie / Lauréat(es) |
| ----- | --------------------------------------------------- | ----------------------------------------- | ----------------------- |
| 1998  | Festival international du film de Saint-Sébastien   | Coquille d'argent de la meilleure actrice | Jeanne Balibar          |
| 2000  | Festival international du film Cine Jove de Valence | Meilleur film étranger                    | Olivier Assayas         |

### Nominations
| Année | Cérémonie ou récompense                           | Catégorie                      | Nommé(e)(s) |
| ----- | ------------------------------------------------- | ------------------------------ | ----------- |
| 1998  | Festival international du film de Saint-Sébastien | Coquille d'or du meilleur film |             |